# Verne Troyer
Vernon Jay Troyer, detto Verne (Sturgis, 1º gennaio 1969 – Los Angeles, 21 aprile 2018), è stato un attore statunitense, principalmente conosciuto per il ruolo di Mini-Me nella serie cinematografica di Austin Powers.

## Biografia
Troyer nacque a Sturgis, nel Michigan, figlio di Susan, un'operaia di fabbrica, e Reuben Troyer, un tecnico riparatore. Aveva due fratelli, Davon e Deborah. Durante la sua infanzia, Troyer passò molto tempo con i parenti Amish a Centreville nel Michigan, e si diplomò alla Centerville High School nel 1987. Troyer inizialmente fu educato come Amish, ma i suoi genitori lasciarono la fede quando era bambino.
Affetto da nanismo (ipoplasia cartilagine-capelli, era alto 81 cm), ha affermato che i suoi genitori «non mi hanno mai trattato in modo diverso dagli altri miei fratelli di media grandezza: dovevo portare legna, dare da mangiare alle mucche, ai maiali e agli animali da fattoria». Da adulto ha avuto una vita privata piuttosto discussa; il 22 gennaio 2004 venne riportata la notizia del suo matrimonio con la fotomodella di Playboy Genevieve Gallen, ma il giorno seguente Troyer dichiarò che la donna non era sua moglie e la accusò di aver inscenato tutto quanto per fini auto-promozionali. Anni dopo Troyer dovette anche sporgere denuncia contro chi aveva tentato di lucrare su del materiale video che lo ritraeva senza il suo consenso.
È morto il 21 aprile 2018, a 49 anni. Secondo gli inquirenti la causa della morte è suicidio.

## Filmografia
- Bad Pinocchio (Pinocchio's Revenge), regia di Kevin S. Tenny (1996)
- Una promessa è una promessa (Jingle All the Way), regia di Brian Levant (1996)
- Men In Black, regia di Barry Sonnenfeld (1997)
- Wishmaster - Il signore dei desideri (Wishmaster), regia di Robert Kurtzman (1997)
- My Giant, regia di Michael Lehmann (1998)
- Paura e delirio a Las Vegas (Fear and Loathing in Las Vegas), regia di Terry Gilliam (1998)
- Young Hercules - serie TV, 1 episodio (1998)
- Il grande Joe (Mighty Joe Young), regia di Ron Underwood (1998)
- Instinct - Istinto primordiale (Instinct), regia di Jon Turteltaub (1999)
- Austin Powers - La spia che ci provava (Austin Powers: The Spy Who Shagged Me), regia di Jay Roach (1999)
- Shasta McNasty - serie TV, 2 episodi (1999)
- V.I.P. Vallery Irons Protection - serie TV, 1 episodio (1999)
- Here Lies Lonely, regia di Bart Dorsa (1999)
- Il Grinch (How the Grinch Stole Christmas), regia di Ron Howard (2000)
- Jack of All Trades - serie TV, 4 episodi (2000)
- Freedom - serie TV, 1 episodio (2000)
- Bubble Boy, regia di Blair Hayes (2001)
- Harry Potter e la pietra filosofale (Harry Potter and the Sorcerer's Stone), regia di Chris Columbus (2001)
- Hard Cash, regia di Predrag Antonijevic (2002)
- Austin Powers in Goldmember, regia di Jay Roach (2002)
- Sabrina, vita da strega (Sabrina, the Teenage Witch) - serie TV, 1 episodio (2002)
- Pauly Shore Is Dead, regia di Pauly Shore (2003)
- Boston Public - serie TV, 2 episodi (2003)
- Scrubs - Medici ai primi ferri - serie TV, 1 episodio (2003)
- Karroll's Christmas - film TV (2004)
- Half & Half - serie TV, 1 episodio (2005)
- MADtv - serie TV, 1 episodio (2007)
- Postal, regia di Uwe Boll (2007)
- Love Guru, regia di Marco Schnabel (2008)
- College, regia di Deb Hagan (2008)
- Parnassus - L'uomo che voleva ingannare il diavolo (The Imaginarium of Doctor Parnassus), regia di Terry Gilliam (2009)
- Due uomini e mezzo (Two and a Half Men) - serie TV, 1 episodio (2009)
- Cubed - serie TV, 1 episodio (2009)
- Keith Lemon: The Film, regia di Paul Angunawela (2012)
- Lemon La Vida Loca - serie TV, 1 episodio (2013)
- Convenience, regia di Keri Collins (2013)
- Where's This Party? - film TV (2014)
- Legend, regia di Timothy Woodward Jr. e John Michael Elfers (2015)
- Trailer Park Boys: Drunk, High & Unemployed - film TV (2015)
- Garage Talks - serie TV, 1 episodio (2017)
- Trailer Park Boys: Out of the Park - serie TV, 1 episodio (2017)
- Hipsters, Gangsters, Aliens and Geeks, regia di Richard Elfman (2018)

## Doppiatori italiani
Nelle versioni in italiano delle opere in cui ha recitato, Verne Troyer è stato doppiato da:
- Manfredi Aliquò in Sabrina, vita da strega, Boston Public
- Roberto Stocchi in Paura e delirio a Las Vegas
- Alberto Bognanni in Scrubs - Medici ai primi ferri
- Davide Lepore in Postal
- Mino Caprio in Love Guru
- Edoardo Nevola in Parnassus - L'uomo che voleva ingannare il diavolo